# Traktor Tjeljabinsk
Traktor Tjeljabinsk (ryska:хк Трактор) är en professionell ishockeyklubb från Tjeljabinsk, Ryssland, som spelar sina hemmamatcher i Traktor Sport Place. Klubben grundades 1947 och spelar i Kontinental Hockey League sedan starten av ligan, säsongen 2008/2009. Traktor har producerat många stjärnspelare. Den ryske legend-spelaren Sergej Makarov är född i Tjeljabinsk och började sin karriär i Traktor.

## Historik
Klubben bildades som Tjeljabinsk Traktor Plant, och har spelat i det sovjetiska/ryska seriesystemet sedan 1948. Mellan åren 1948 och 1953 kallades klubben Dzerzhinets och mellan 1954 och 1958 för Avangard. Det nuvarande namnet antogs 1958. 1973 spelade Traktor i final i Sovjetiska cupen i ishockey som förlorades mot CSKA Moskva med 2–5. Samma säsong gick laget till final i Spengler Cup, vilken förlorades mot Slovan Bratislava.
Åren i International Ice Hockey League (under ledning av tränaren Valery Belousov) kom att bli framgångsrika för Traktor. Under fyra säsonger hade laget ingen grundserieplacering sämre än femma, med semifinalspel 1993 och 1994.
I samband med starten av RSL hade Traktor en period av nedgång och 1998 blev laget nedflyttade till Vysshaya Liga. Först 2006 lyckades Traktor att vinna andra division för avancemang till högsta ligan. I samband med avancemanget tog Andrej Nazarov över; första året som GM, sedan som huvudtränare. Andrej, som är född i Tjeljabinsk och har spelat 13 säsonger i NHL/AHL.
Andrej Nazarov fortsatte att coacha laget efter bildandet av KHL säsongen 2008/2009, och laget förstärktes med Ravil Gusmanov och Oleg Kvasha; båda med NHL meriter. Traktor nådde dock bara första rundan av slutspelet, och ekonomiska problem gjorde också att det var svårt för klubben att behålla nyckelspelare. Inför säsongen 2010/2011 lämnade Nazarov klubben, för tränaruppdraget i Vitjaz Podolsk. Andrej Sidorenko tog över tränarrollen, men fick lämna efter en misslyckad start av säsongen. Istället återvände Valery Belousov i oktober 2010, men Traktor lyckades ändå inte nå slutspelet säsongen 2010/2011.
Efter detta jobbade klubben med att få ordning på sin ekonomi och laguppställning; stjärnspelare som Vladimir Antipov, Stanislav Chistov, Jan Bulis, Petri Kontiola och målvakten Michael Garnett värvades. Säsongen 2011/2012 blev klubbens hittills mest framgångsrika då laget blev Kontinental Cup mästare (vann grundserien i KHL). Det blev dock sedan förlust mot Avangard Omsk i konferens-finalen (semifinalen). Säsongen därpå (2012/2013) gick laget till final om Gagarin Cup, men förlorade mot försvarande mästarna Dynamo Moskva.

## Meriter
Kontinental Cup (grundserievinnare KHL) (1): 2012

 Vyssjaja Chokkejnaja Liga mästare (1): 2006